# Bota de Oro 2019-20

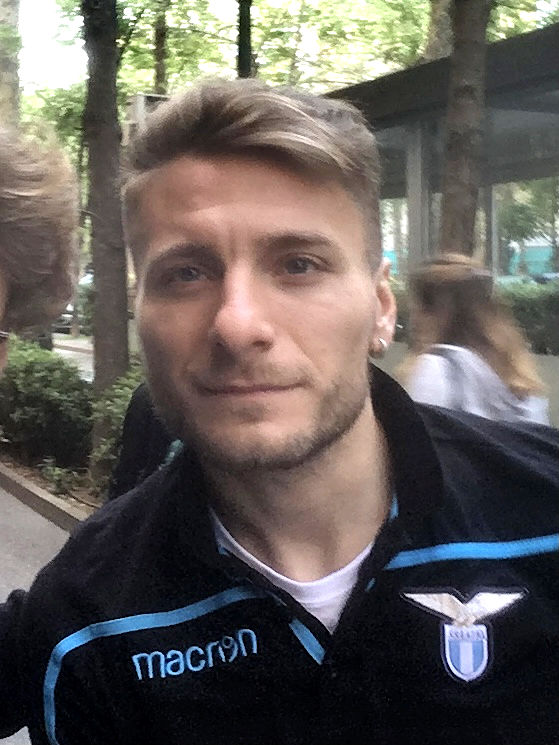
El delantero italiano Ciro Immobile, quien obtuvo el primer lugar con 72 puntos.

La Bota de Oro 2019-2020 es un premio entregado por la European Sports Media al futbolista que logró la mejor puntuación luego de promediar los goles obtenidos en la temporada europea. El ganador del premio fue el italiano Ciro Immobile, marcando 36 goles en la Serie A de Italia, con un total de 72 puntos, siendo el tercero de esa nacionalidad, tras Luca Toni (2006) y Francesco Totti (2007). Por primera vez, la ESM decidió que a partir de ahora, ante igualdad de puntos, la Bota de Oro no podrá ser entregada a ambos jugadores (hecho ocurrido en los años 1990, 2005 y 2014), siendo otorgada al que haya tenido menos minutos disputados.

## Resultados
Actualizado al 3 de agosto de 2020
| #   | Jugador                   | Club               | Liga           | Goles | Minutos jugados | Factor | Puntos |
| --- | ------------------------- | ------------------ | -------------- | ----- | --------------- | ------ | ------ |
| 1.  | Ciro Immobile             | SS Lazio           | Serie A        | 36    | 3182'           | 2      | 72     |
| 2.  | Robert Lewandowski        | Bayern de Múnich   | Bundesliga     | 34    | 2761'           | 2      | 68     |
| 3.  | Cristiano Ronaldo         | Juventus           | Serie A        | 31    | 2919'           | 2      | 62     |
| 4.  | Timo Werner               | Red Bull Leipzig   | Bundesliga     | 28    | 2808'           | 2      | 56     |
| 5.  | Erling Haaland            | Red Bull Salzburgo | Bundesliga     | 16    | 979'            | 1.5    | 50     |
| 5.  | Erling Haaland            | Borussia Dortmund  | Bundesliga     | 13    | 1063'           | 2      | 50     |
| 6.  | Lionel Messi              | F. C. Barcelona    | La Liga        | 25    | 2879'           | 2      | 50     |
| 7.  | Jean-Pierre Nsame         | Young Boys         | Superliga      | 32    | 2572'           | 1.5    | 48     |
| 8.  | Romelu Lukaku             | Inter de Milan     | Serie A        | 23    | 2983'           | 2      | 46     |
| 9.  | Jamie Vardy               | Leicester City     | Premier League | 23    | 3034'           | 2      | 46     |
| 10. | Shon Weissman             | Wolfsberger AC     | Bundesliga     | 30    | 2662'           | 1.5    | 45     |
| 11. | Danny Ings                | Southampton FC     | Premier League | 22    | 2814'           | 2      | 44     |
| 12. | Pierre-Emerick Aubameyang | Arsenal FC         | Premier League | 22    | 3139'           | 2      | 44     |
| 13. | Francesco Caputo          | Sassuolo           | Serie A        | 21    | 2936'           | 2      | 42     |
| 14. | Karim Benzema             | Real Madrid        | La Liga        | 21    | 3156'           | 2      | 42     |
| 15. | Raheem Sterling           | Manchester City    | Premier League | 20    | 2658'           | 2      | 40     |